# Salvaterra
Salvaterra é um município brasileiro da ilha de Marajó (estado do Pará), pertencente a Região Imediata de Soure-Salvaterra (Região Intermediária de Breves) na Região Norte do Brasil, localizada à latitude 00º 45' 12" S sul e longitude 48º 31' 00" oeste, em uma área de 1 048,2 km².
O município foi criado pela Lei estadual nº 2.460, de 20 de dezembro de 1961, durante o governo de Aurélio do Carmo.
É uma das principais entradas do Marajó, através do porto de Camará, localizado no extremo sul do município, na foz do Rio Camará.

## História
Salvaterra era, desde 1901, distrito de Soure e apenas em 1961 foi elevada à categoria de município, sendo conhecida desde então como a Princesa do Marajó.
Primitivamente habitada por índios da etnia Sacaca ou Aruans; um dos mais importantes grupos brasileiros em termos linguísticos, possuía um vasto trabalho em cerâmica, que se desenvolveu em toda a ilha do Marajó.
Por volta do século 18, Salvaterra foi colonizado pelos frades jesuítas na vila de Monsarás. Posteriormente construíram uma igreja na Vila de Joanes para a catequização dos indígenas, onde ainda existem as ruínas da igreja na vila.
Com a fundação de uma casa jesuíta em 1626, em Belém, foi possível a expansão missionária por diversas aldeias na região Amazônica.
Durante muitos anos, Salvaterra foi domínio por portugueses escravocratas, de indígenas e negros no trabalho em fazendas. A resistência à dominação levou os escravos a um processo de organização, presente até hoje no município, com as oito comunidades quilombolas.
Conta-se hoje que o nome da cidade foi criado quando ao explorar o território da ilha e ver seus encantos, os jesuítas gritaram: "Salve Terra".

## Geografia
Localiza-se no norte brasileiro, pertencente a Região Geográfica de Soure-Salvaterra (antiga Microrregião Geográfica do Arari) na Região Geográfica Intermediária de Breves, à uma latitude 00º45'12" sul e longitude 48º31'00" oeste, estando a uma altitude de 5 metros do nível do mar. Seus limites são com o município de Soure, começando na ponta meridional do Lago Guajará, seguindo por uma reta as nascentes do rio Paracauari, que em "tupi-guarani significa Rio de águas profundas", na baía do Marajó. O município possui uma população estimada em 2024 de 25.441 habitantes, distribuídos em 918,563 km² de extensão territorial.
Um belo recanto amazônico proporciona um espetáculo natural em suas praias de água doce, igarapés e fazendas. Pelos campos encharcados durante as grandes águas do inverno amazônico, passeiam búfalos montados por vaqueiros.
Água Boa é uma praia escondida dentro de Salvaterra e o distrito de Joanes localizado 17km do município.
A Reserva Ecológica da Mata do Bacurizal e do Lago Caraparú é uma Unidade de Conservação administrada pela Prefeitura Municipal de Salvaterra, com objetivo de proteger os recursos naturais e desenvolver o ecoturismo.

## Economia
O abacaxi cultivado na região é um dos mais doces do país, tirando daí o sustento dos moradores e a economia da região, fazendo com que o município seja um dos grandes produtores da fruta. Ganhando o mundo através da exportação.
O município de Salvaterra já teve como base da economia a pesca, o gado e o coco-da-baía. Atualmente, o principal produto produzido é o abacaxi; a mandioca também possui boa participação na economia.

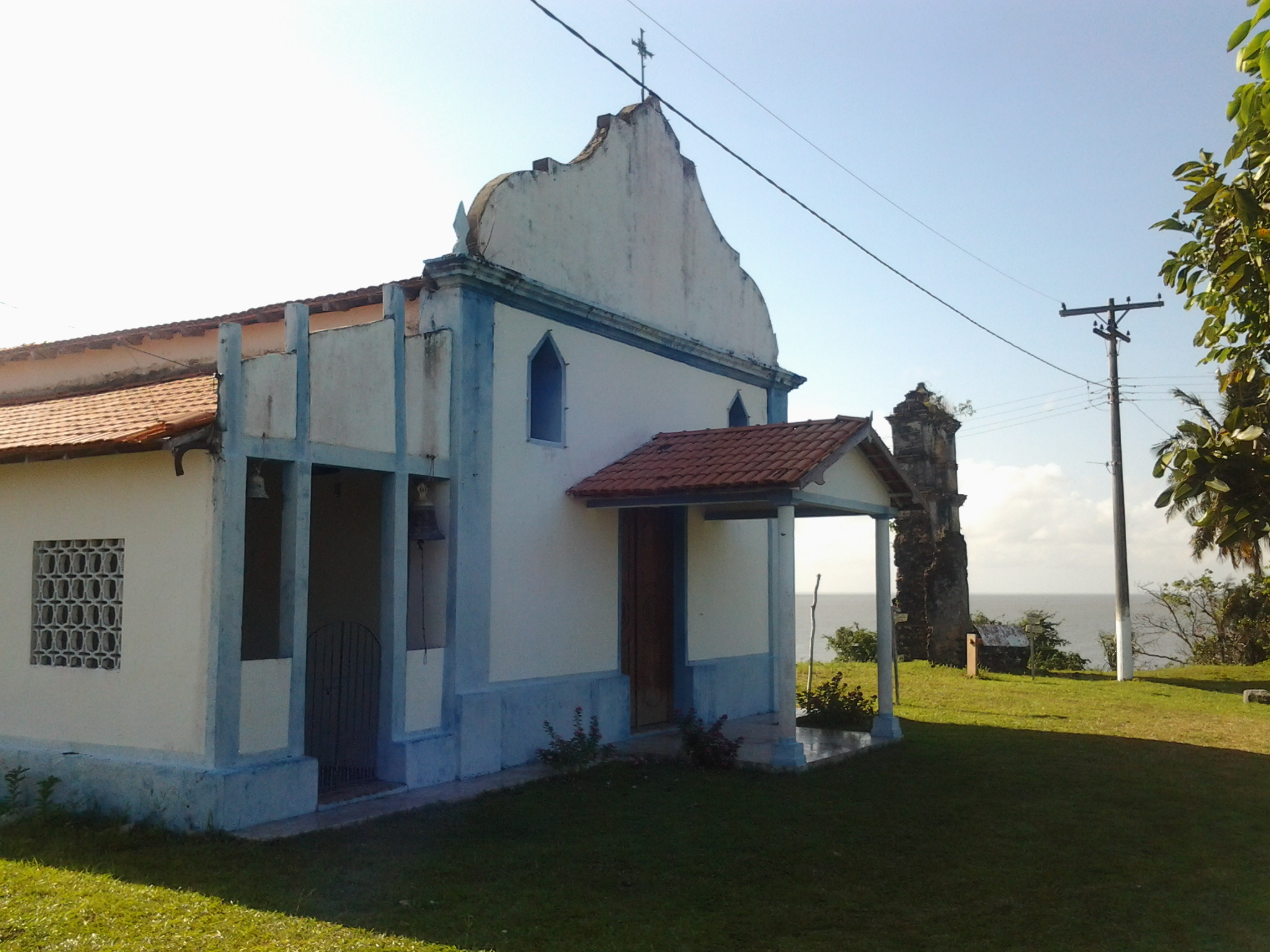
Igreja de N.S. do Rosário em Joanes; ao lado as ruínas da antiga igreja
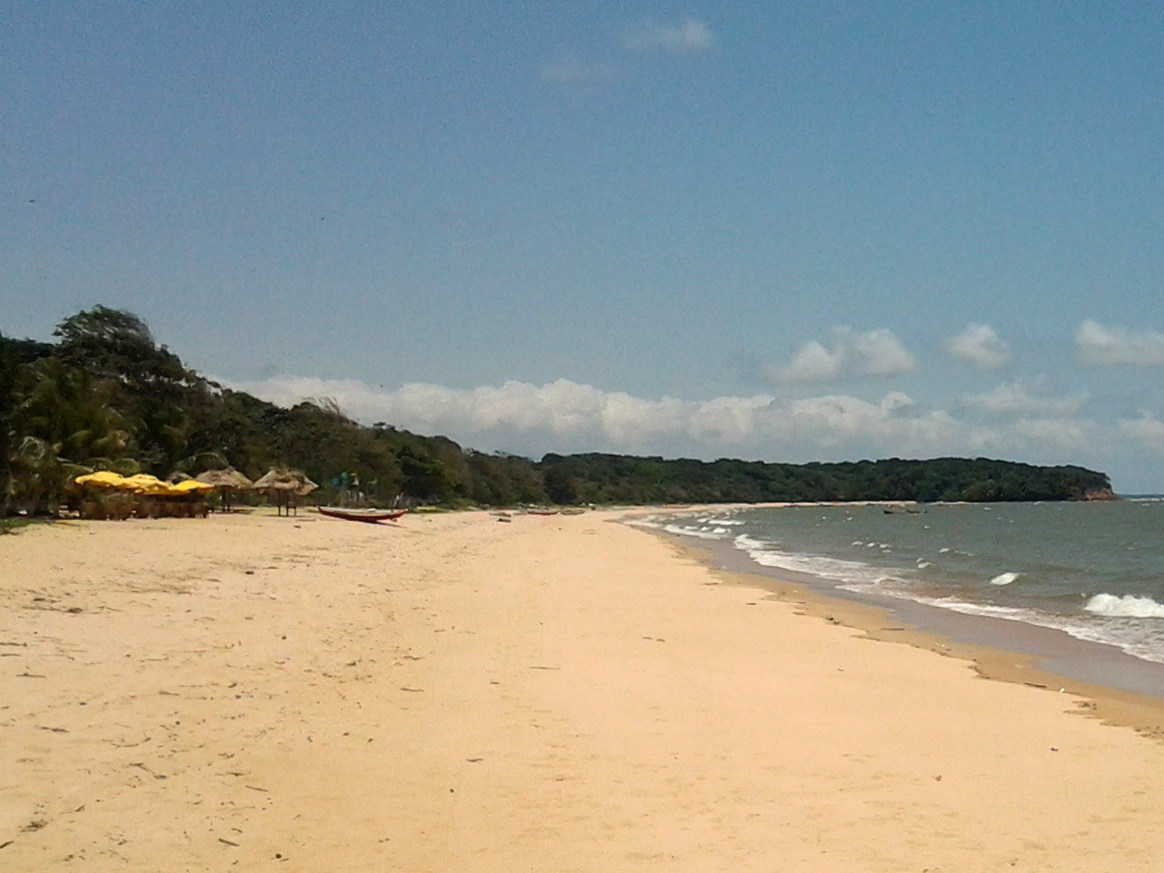
Praia de Joanes

## Turismo
Salvaterra possui um cenário ecológico muito procurado em rotas turísticas, reunindo campos, fazendas, rebanhos de búfalos, belas praias e uma cultura popular bastante expressiva, tanto na dança, quanto na música. Possui vários empreendimentos hoteleiros que proporcionam atividades turísticas variadas, sendo também uma fonte de recursos para a população local, apesar de essa atividade ser desenvolvida com mais intensidade durante os períodos de alta temporada, considerando os meses de férias e os feriados prolongados.

## Cultura popular

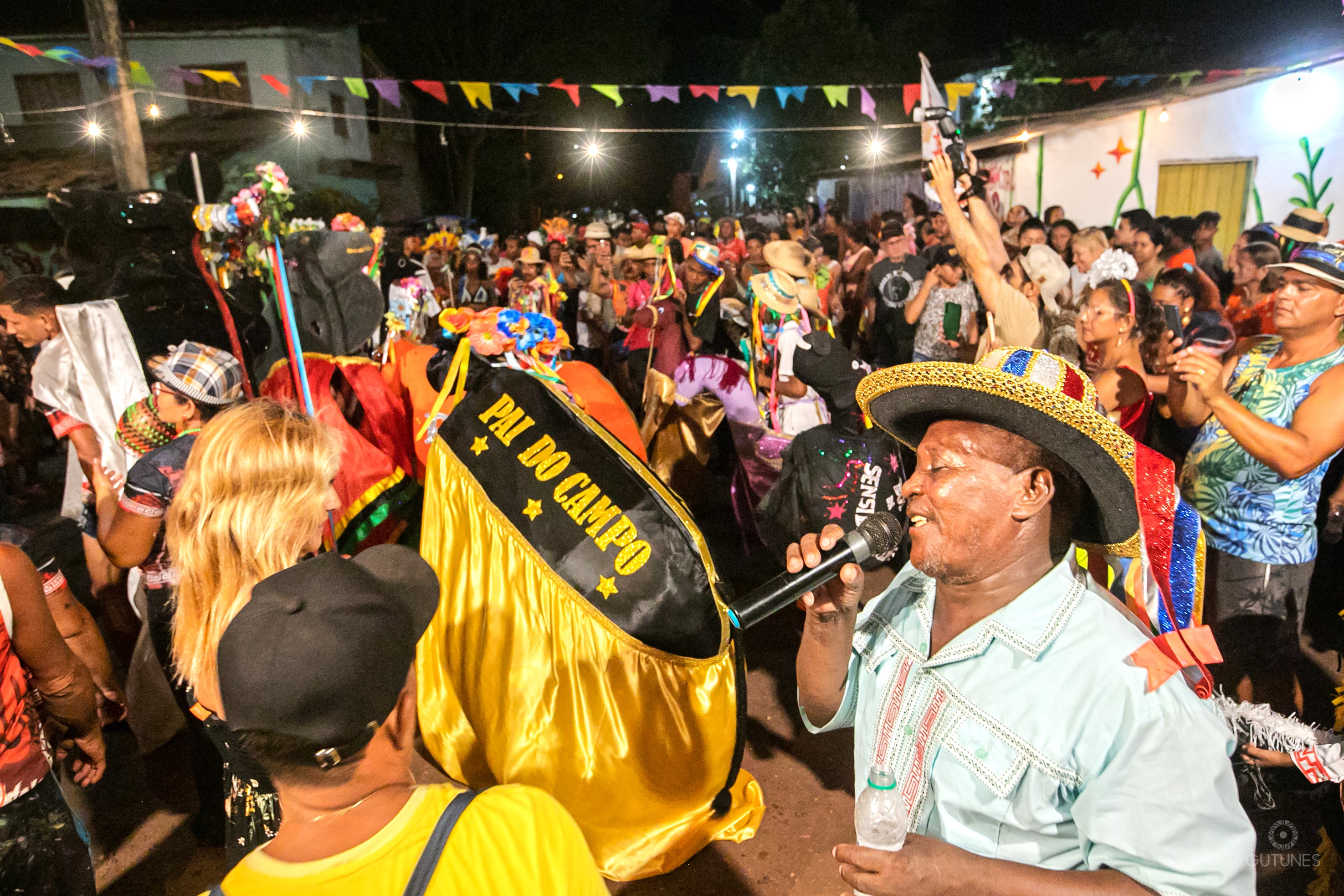
Mestre Damasceno brincando no seu Búfalo-Bumbá Junino, que acontece todo mês de Junho, na cidade de Salvaterra. Foto de Guto Nunes.

A cultura de Salvaterra é marcada pelas tradições populares das comunidades quilombolas do município, que atuam na brincadeira do Boi-Bumbá e no Carimbó, sendo muito marcante a presença de mestres das culturas populares na região, como mestres de carimbó, de boi-bumbá, curandeiros, benzedeiros, parteiras, erveiros, que trazem consigo o conhecimento de suas tradições familiares.
Um dos mestres que pode sempre ser visto pela cidade é Mestre Damasceno, muito conhecido na região e que já recebeu várias homenagens pelo seu mérito cultural. Como exemplo, já foi foi homenageado pela Escola de Samba Paraíso do Tuiuti, do Grupo Especial do Rio de Janeiro, pelo seu trabalho com o Carimbó e com o Búfalo-Bumbá, também foi homenageado com a Comenda Eneida de Moraes, concedida pelo Departamento de Patrimônio Histórico Artístico e Cultural do Estado do Pará (DPHAC/SECULT/PA), por ser uma "Pessoa de Pertença do Patrimônio Cultural do Estado do Pará", que contribui na preservação e valorização do Patrimônio Cultural do Estado, além de ter sua obra declarada como patrimônio cultural de natureza imaterial do Estado do Pará.

## Distritos
Em 31 de dezembro de 1963, o município de Salvaterra passa a ser constituído de 5 distritos:
- Salvaterra (distrito sede)
- Condeixa
- Joanes
- Jubim
- Monsarás

E quarenta e cinco povoados, muitos na zona rural. Com esta configuração em divisão territorial do ano de 2005.

## Bairros
- Centro
- Paes de Carvalho
- Coqueirinho
- Caju
- Morada Nova
- Nova Colônia
- Marabá

## Comunidades quilombolas
As comunidades quilombolas do município de Salvaterra são:
- Siricari
- Mangueiras
- Salvá
- Deus Ajude
- Providência
- Bacabal
- Bairro Alto
- Paixão
- Boa Vista
- Caldeirão
- Campina/Vila União
- Santa Luzia
- Pau Furado